# Rey Carmesí
El Rey Carmesí es el principal antagonista de la serie de La Torre Oscura, de Stephen King, que tiene como principal propósito destruir la Torre y dominar en la oscuridad del exotránsito. Es la representación de Satanás en Mundo Medio y, por lo tanto, el mal supremo de todo el multiverso de Stephen King. En otro libro de Stephen King, Casa Negra, es conocido con el nombre de Aballah y en la novela Insomnia, también bajo el nombre de Rey Carmesí, es quien tiene bajo su control a los personajes malvados.
Su descripción es de una persona morena, de gran nariz y barba blanca, vestida y encapuchada con una túnica carmesí. Roland Deschain afirma "Se parece mucho a lo que Eddie llamaría Papá Noel, pero no, es la encarnación del mismísimo infierno". Sus ojos son temibles y de color rojo, con los que ve todos los mundos a través de los can-toi, monstruosos seres con máscaras humanas con un agujero sangrante en la frente, que es un sigul de su temible ojo.
Es el padre demonio de Mordred Deschain, quien se refiere a él como su Padre Rojo, y llama a Mordred a matar a Roland, quien es su enemigo jurado según una antigua profecía.
Trata de destruir los haces de la Torre Oscura, para lo cual ordena el secuestro periódico de niños por los Lobos de Tronido, a los cuales posteriormente les hace extraer una sustancia específica de sus cerebros (provocándoles un daño hormonal y mental irreversible) en la Estación Experimental Arco Dieciséis, en Fedic. Dicha sustancia es luego procesada y transformada en píldoras potenciadoras que son administradas a los llamados disgregadores (breakers), personas con poderes telepáticos secuestradas de varios mundos diferentes y mantenidas cautivas en la instalación conocida como Algul Siento. Los disgregadores son los que erosionan los haces hasta romperlos. 
El Rey Carmesí tiene su castillo, Le Casse Roi Russe, en un pueblo cercano a las Tierras Yermas, el cual abandona para ir a la conquista de la Torre, pero enloquece en el balcón número 19 de la Torre Oscura.
En su castillo quedan tres sirvientes, que se disfrazan de Stephen King e intentar atacar sorpresivamente a Roland y a Susannah Dean, pero dos son eliminados por los dos pistoleros y otro por Mordred Deschain.

## Muerte
Al llegar Roland y Patrick Danville a Can'-Ka No Rey, son recibidos por snitches lanzadas por el Rey Carmesí. Se esconden en una pirámide en ruinas, y mientras Roland eliminaba a las snitches con su revólver, Patrick se encargaba de dibujar mágicamente al Rey Carmesí para posteriormente borrarlo. Patrick utiliza colorante hecho sobre la base de aceite de rosa, el cual es fabricado con su saliva al poner en su boca un pétalo de rosa arrancada por Roland de los campos escarlatas de Can'-Ka No Rey, a lo que suma unas gotas de sangre de Roland, las cuales fueron productos de los cortes de las espinas al arrancarla. Esto no solo es utilizado para darle el toque rojo a los ojos del demonio, sino que la mezcla fusiona el poder de las rosas con la sangre del último de la estirpe de Eld.
Patrick finalmente borra el cuerpo del Rey, dejando únicamente los ojos, con lo cual este queda atrapado en el balcón del piso 19 de la Torre Oscura, dejando a Roland el camino libre para pasar.
- Datos: Q2596124